# Sogndal Fotball 1992
Questa pagina raccoglie i dati riguardanti il Sogndal Fotball nelle competizioni ufficiali della stagione 1992.

## Stagione
Il Sogndal chiuse la stagione all'undicesimo posto in classifica, che sancì la sua retrocessione. L'avventura in Coppa di Norvegia si concluse invece al terzo turno, con l'eliminazione per mano del Fyllingen. I calciatori più utilizzati in campionato furono Håvard Flo, Jostein Flo, Roar Hagen, Trond Helgesen e Rhonny Nilsson, tutti con 22 presenze. Jostein Flo fu anche il miglior marcatore, con 9 reti realizzate.

## Rosa
| N. |                        | Ruolo | Calciatore           |
| -- | ---------------------- | ----- | -------------------- |
|    | Norvegia (bandiera)    | P     | Roar Hagen           |
|    | Norvegia (bandiera)    | P     | Oddgeir Hov          |
|    | Norvegia (bandiera)    | P     | Tom Rune Johansen    |
|    | Norvegia (bandiera)    | D     | Arild Førde          |
|    | Norvegia (bandiera)    | D     | Stig Arne Gjellestad |
|    | Norvegia (bandiera)    | D     | Trond Helgesen       |
|    | Norvegia (bandiera)    | D     | Asle Hillestad       |
|    | Inghilterra (bandiera) | D     | Neil Matthews        |
|    | Norvegia (bandiera)    | D     | Brede Skorve         |
|    | Norvegia (bandiera)    | D     | Atle Torvanger       |
|    | Norvegia (bandiera)    | C     | Cato Aalen           |
|    | Norvegia (bandiera)    | C     | Arne Førde           |
|    | Norvegia (bandiera)    | C     | Edwin Hjelmhaug      |

| N. |                     | Ruolo | Calciatore         |
| -- | ------------------- | ----- | ------------------ |
|    | Norvegia (bandiera) | C     | Harald Lødemel     |
|    | Svezia (bandiera)   | C     | Rhonny Nilsson     |
|    | Norvegia (bandiera) | C     | Helge Øvreberg     |
|    | Norvegia (bandiera) | C     | Ivan Øy            |
|    | Norvegia (bandiera) | C     | Hallvard Skrede    |
|    | Norvegia (bandiera) | C     | Harald Stedje      |
|    | Norvegia (bandiera) | C     | Karl Vie           |
|    | Norvegia (bandiera) | C     | Morten Wigum       |
|    | Norvegia (bandiera) | A     | Knut Christiansen  |
|    | Norvegia (bandiera) | A     | Håvard Flo         |
|    | Norvegia (bandiera) | A     | Jostein Flo        |
|    | Norvegia (bandiera) | A     | Steinar Rune Hopen |

## Calciomercato

### Sessione invernale
| Acquisti | Acquisti             | Acquisti    | Acquisti   |
| R.       | Nome                 | da          | Modalità   |
| -------- | -------------------- | ----------- | ---------- |
| P        | Roar Hagen           | Kvik Halden | definitivo |
| D        | Stig Arne Gjellestad | Lillestrøm  | definitivo |
| D        | Atle Torvanger       | Sogndal     | definitivo |

| Cessioni | Cessioni           | Cessioni      | Cessioni      |
| R.       | Nome               | a             | Modalità      |
| -------- | ------------------ | ------------- | ------------- |
| P        | Kåre Jan Mjellelid |               | svincolato    |
| D        | Vidar Aasen        |               | svincolato    |
| D        | Harald Riisnæs     |               | svincolato    |
| C        | Neil Cartwright    | West Bromwich | fine prestito |
| C        | Trond Fylling      | Fjøra         | definitivo    |
| A        | David Macciochi    | QPR           | fine prestito |
| A        | Lasse Opseth       |               | ritiro        |

### Sessione estiva
| Acquisti | Acquisti      | Acquisti     | Acquisti |
| R.       | Nome          | da           | Modalità |
| -------- | ------------- | ------------ | -------- |
| D        | Neil Matthews | Cardiff City | prestito |

| Cessioni | Cessioni | Cessioni | Cessioni |
| R.       | Nome     | a        | Modalità |
| -------- | -------- | -------- | -------- |

## Risultati

### Eliteserien

#### Girone di andata
| Arbitro: | Halle (Molde) |

|                             |           |               |
| Strandli 23’, 34’, 75’, 78’ | Marcatori | 45’ Hillestad |

| Arbitro: | Hauge (Bergen) |

|  |           |                 |
|  | Marcatori | 89’ Kristiansen |

| Arbitro: | Thorp |

|                                      |           |           |
| J. Flo 41’ H. Flo 53’ Hopen 58’, 78’ | Marcatori | 67’ Tveit |

| Arbitro: | Pedersen (Jeløy) |

|                                                      |           |             |
| Tangen 15’ Bjørnebye 46’ Sørloth 70’, 89’ Dahlum 73’ | Marcatori | 24’ Nilsson |

| Arbitro: | Olsen (Kristiansand) |

|           |           |                |
| J. Flo 5’ | Marcatori | 42’ O. Stavrum |

| Arbitro: | Hollung |

|            |           |             |
| Fornes 34’ | Marcatori | 7’ Helgesen |

| Arbitro: | Nervik |

|                                                |           |  |
| Kaasa 19’, 61’, 88’ Martinsen 38’ Karlsrud 86’ | Marcatori |  |

| Arbitro: | Kvam |

|                        |           |               |
| H. Flo 45’, 90’ Øy 83’ | Marcatori | 69’ Solbakken |

| Arbitro: | Larsgård |

|            |           |                            |
| H. Flo 48’ | Marcatori | 50’ Sundby 65’ S. Amundsen |

| Arbitro: | Halle (Molde) |

|                                |           |                          |
| Mjelde 5’, 60’ Gulbrandsen 27’ | Marcatori | 7’, 13’ H. Flo 87’ Hopen |

| Arbitro: | Nervik |

|                             |           |  |
| Nilsson 31’ J. Flo 53’, 90’ | Marcatori |  |

#### Girone di ritorno
| Arbitro: | Kjelbrott |

|            |           |                            |
| H. Flo 29’ | Marcatori | 22’ Bjønsaas 87’ Pettersen |

| Arbitro: | Pedersen |

|                              |           |  |
| Albiston 1’ Sundgot 44’, 88’ | Marcatori |  |

| Arbitro: | Aass |

|                             |           |         |
| Østenstad 29’ Aase 62’, 79’ | Marcatori | 64’ Vie |

| Arbitro: | Pedersen (Jeløy) |

|               |           |                                          |
| Hillestad 83’ | Marcatori | 32’ Leonhardsen 44’ Sørloth 59’ Bragstad |

| Arbitro: | Olsen (Kristiansand) |

|                       |           |                          |
| Nybø 11’ Soltvedt 29’ | Marcatori | 79’ J. Flo 88’ Torvanger |

| Arbitro: | Kronborg |

|        |           |  |
| Øy 74’ | Marcatori |  |

| Arbitro: | Haugstad |

|               |           |  |
| Hillestad 28’ | Marcatori |  |

| Arbitro: | Øvrebø (Oslo) |

|                   |           |                          |
| Ingelstad 5’, 36’ | Marcatori | 13’ J. Flo 73’ Hillestad |

| Arbitro: | Singsaas |

|                                                                       |           |                      |
| Finbråten 9’, 51’ Bergersen 32’, 38’ Bjerkeland 37’, 76’ Sørensen 54’ | Marcatori | 40’, 42’, 67’ J. Flo |

| Arbitro: | Kjelbrott |

|  |           |            |
|  | Marcatori | 22’ Osvold |

| Arbitro: | Olsen (Kristiansand) |

|                                                             |           |  |
| Johansen 37’, 61’ Berg Johansen 51’ Rushfeldt 68’ ? ?’ ? ?’ | Marcatori |  |

### Coppa di Norvegia
|  | Fjøra | 1 – 3 | Sogndal |  |

|  | Lom | 2 – 5 | Sogndal |  |

|  | Sogndal | 3 – 4 | Fyllingen |  |

## Statistiche

### Statistiche di squadra
| Competizione      | Punti | In casa | In casa | In casa | In casa | In casa | In casa | In trasferta | In trasferta | In trasferta | In trasferta | In trasferta | In trasferta | Totale | Totale | Totale | Totale | Totale | Totale | DR  |
| Competizione      | Punti | G       | V       | N       | P       | Gf      | Gs      | G            | V            | N            | P            | Gf           | Gs           | G      | V      | N      | P      | Gf     | Gs     | DR  |
| ----------------- | ----- | ------- | ------- | ------- | ------- | ------- | ------- | ------------ | ------------ | ------------ | ------------ | ------------ | ------------ | ------ | ------ | ------ | ------ | ------ | ------ | --- |
| Eliteserien       | 20    | 11      | 5       | 1       | 5       | 16      | 12      | 11           | 0            | 4            | 7            | 14           | 41           | 22     | 5      | 5      | 12     | 30     | 53     | -23 |
| Coppa di Norvegia | -     | 1       | 0       | 0       | 1       | 3       | 4       | 2            | 2            | 0            | 0            | 8            | 3            | 3      | 2      | 0      | 1      | 11     | 7      | +4  |
| Totale            | -     | 12      | 5       | 1       | 6       | 19      | 16      | 13           | 2            | 4            | 7            | 22           | 44           | 25     | 7      | 5      | 13     | 41     | 60     | -19 |

### Statistiche dei giocatori
| Giocatore       | Eliteserien | Eliteserien | Coppa di Norvegia | Coppa di Norvegia | Totale   | Totale |
| Giocatore       | Presenze    | Reti        | Presenze          | Reti              | Presenze | Reti   |
| --------------- | ----------- | ----------- | ----------------- | ----------------- | -------- | ------ |
| C. Aalen        | 3           | 0           | ?                 | ?                 | 3+       | 0+     |
| K. Christiansen | 2           | 0           | ?                 | ?                 | 2+       | 0+     |
| H. Flo          | 22          | 7           | ?                 | ?                 | 22+      | 7+     |
| J. Flo          | 22          | 9           | ?                 | ?                 | 22+      | 9+     |
| Ari. Førde      | 14          | 0           | ?                 | ?                 | 14+      | 0+     |
| Arn. Førde      | 8           | 0           | ?                 | ?                 | 8+       | 0+     |
| S. Gjellestad   | 10          | 0           | ?                 | ?                 | 10+      | 0+     |
| R. Hagen        | 22          | 0           | ?                 | ?                 | 22+      | 0+     |
| T. Helgesen     | 22          | 1           | ?                 | ?                 | 22+      | 1+     |
| A. Hillestad    | 21          | 4           | ?                 | ?                 | 21+      | 4+     |
| S. Hopen        | 15          | 3           | ?                 | ?                 | 15+      | 3+     |
| H. Lødemel      | 19          | 0           | ?                 | ?                 | 19+      | 0+     |
| N. Matthews     | 15          | 0           | ?                 | ?                 | 15+      | 0+     |
| R. Nilsson      | 22          | 2           | ?                 | ?                 | 22+      | 2+     |
| H. Øvreberg     | 5           | 0           | ?                 | ?                 | 5+       | 0+     |
| I. Øy           | 16          | 2           | ?                 | ?                 | 16+      | 2+     |
| B. Skorve       | 2           | 0           | ?                 | ?                 | 2+       | 0+     |
| H. Stedje       | 2           | 0           | ?                 | ?                 | 2+       | 0+     |
| A. Torvanger    | 18          | 1           | ?                 | ?                 | 18+      | 1+     |
| K. Vie          | 20          | 1           | ?                 | ?                 | 20+      | 1+     |
| M. Wigum        | 1           | 0           | ?                 | ?                 | 1+       | 0+     |